# Franziskanerkloster Frauenkirchen

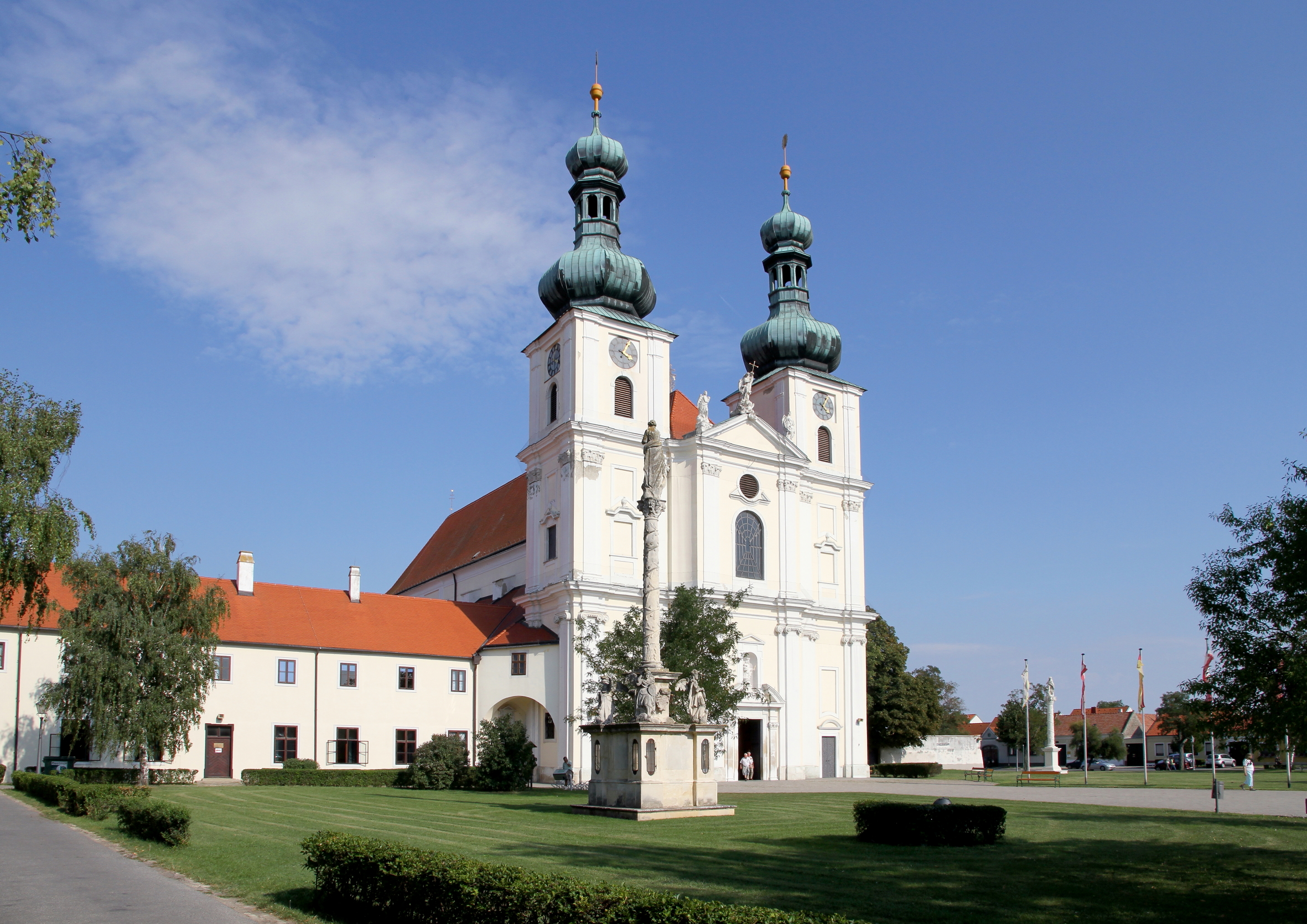
Links das Franziskanerkloster an der Basilika Frauenkirchen rechts

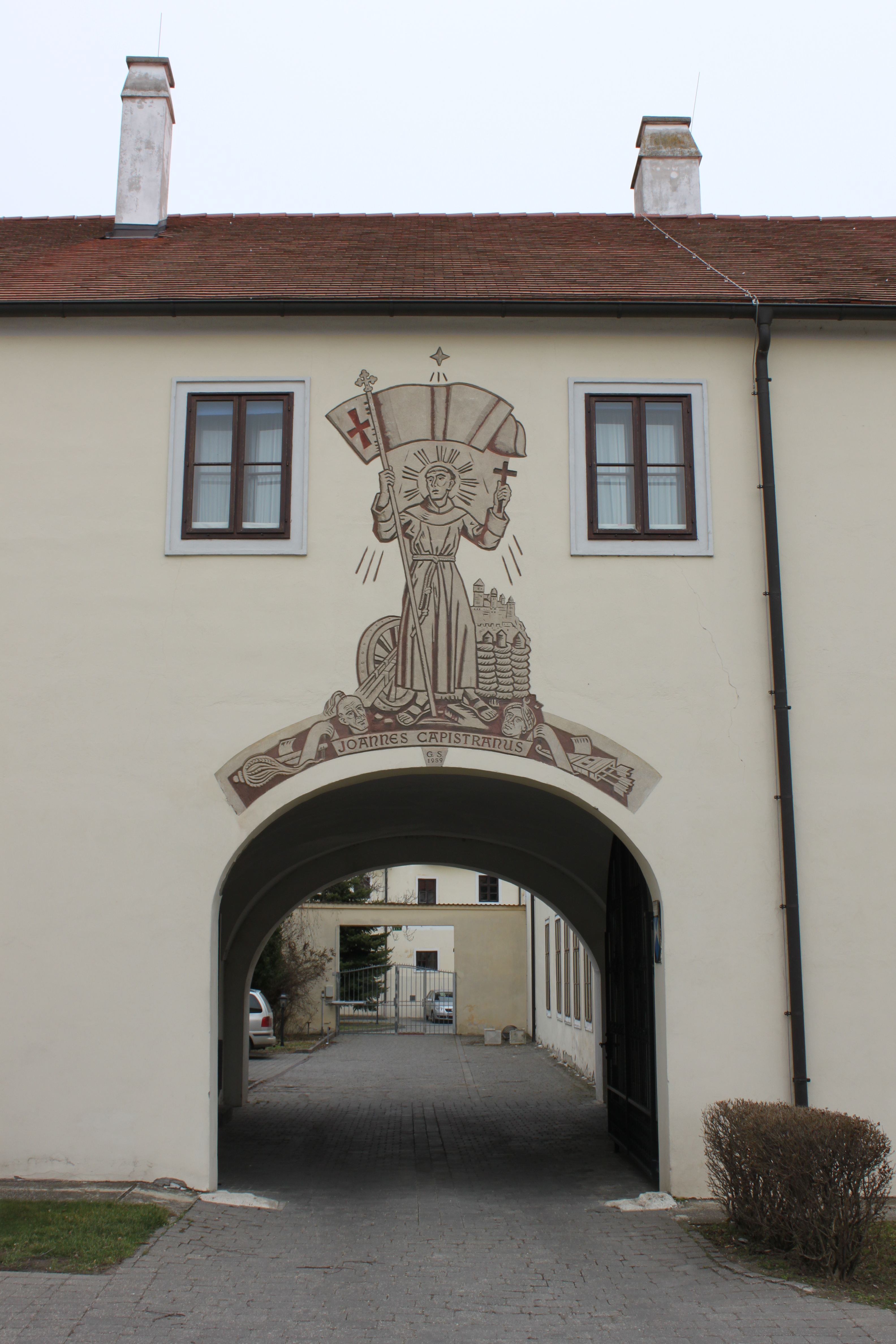
Rundbogeneinfahrt mit Sgraffito zu Johannes Capistranus

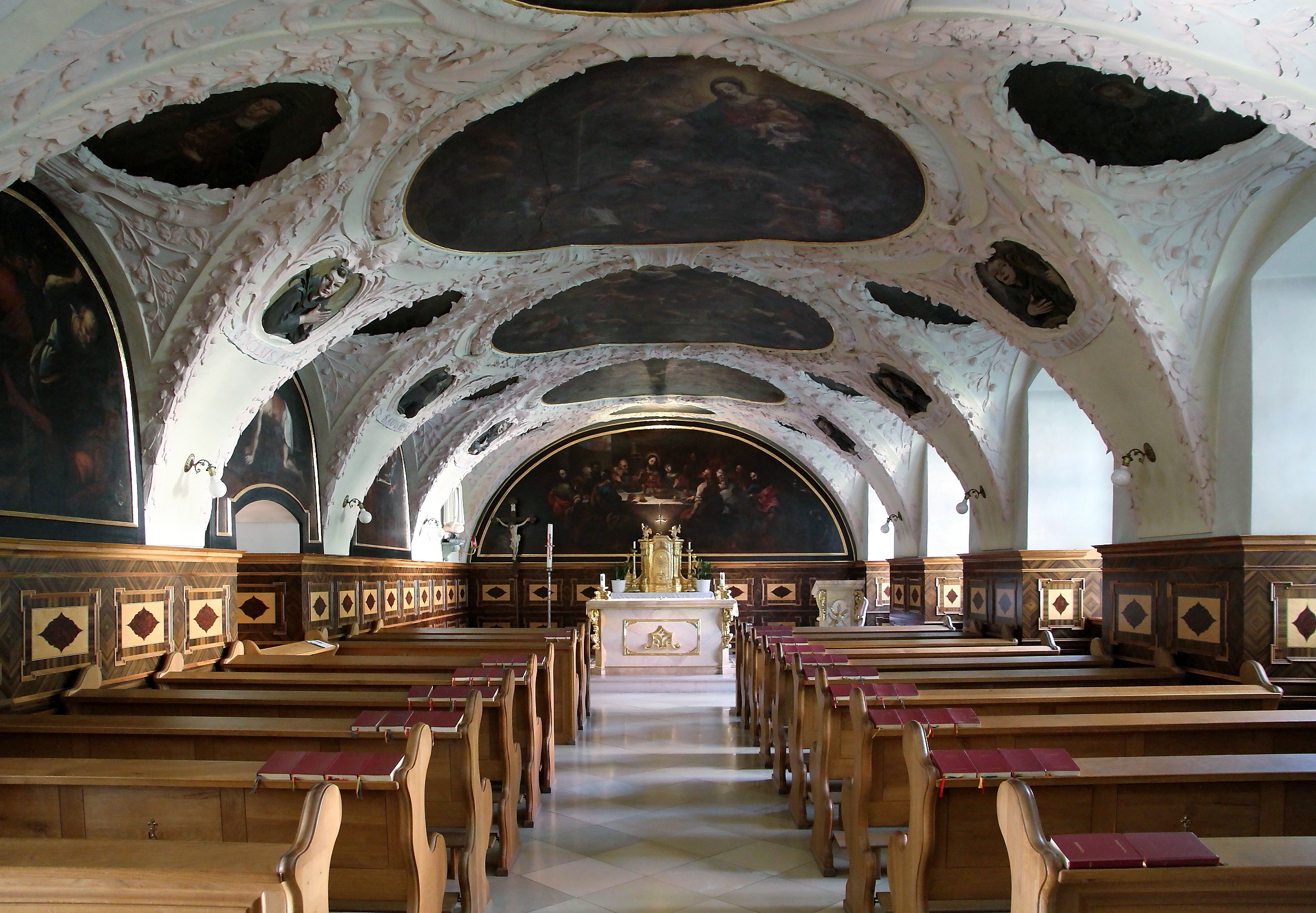
Fünfjochige Winterkirche im Kloster mit reichen Stuckdekor mit profilierten Köpfen in gemalten Porträts von Franziskanern

Das Franziskanerkloster Frauenkirchen steht in baulicher Verbindung mit der Basilika Frauenkirchen in der Stadtgemeinde Frauenkirchen im Burgenland. Das Franziskanerkloster steht unter Denkmalschutz.

## Geschichte
Die Errichtung des Klosters wurde 1667 gestiftet. Der Klosterbau wurde bis 1678 errichtet. Das Kloster wurde 1683 im Türkenkrieg zerstört und 1686/1687 wiederhergestellt. Der ostseitig anschließende Gartentrakt wurde 1720/1723 erbaut.

## Architektur
Der zweigeschoßige Vierkanter ist an der Nordseite der Basilika angebaut. Die Klosterpforte neben der Hauptfront der Basilika hat einen Sprenggiebel mit einer Nische und einer Figur der Madonna und eine Kartusche mit der Inschrift 1687. Über der Rundbogeneinfahrt ist ein Sgraffito des Künstlers G. S. (1959) zu Johannes Capistranus (1386–1456), der im Zeitraum des Wiederaufbaus des Klosters nach dem Türkenkrieg heiliggesprochen wurde (1690).
Der Kreuzgänge im Süd- und Ostflügel haben Kreuzgratgewölbe und zeigen in den Schildbögen Ölbilder mit Szenen aus dem Leben Jesu mit Stifterinschriften und Wappen mit Jahresangaben von 1688 bis 1691.
Die sogenannte Winterkirche als ursprüngliches Refektorium hat fünf Joche unter einem gedrückten Tonnengewölbe mit Stichkappen. Das Gewölbe erhielt im Ende des 17. Jahrhunderts eine reiche Stuckdekoration als Rahmung von Deckenbildern. An den Gewölbeansätzen sind bemerkenswerte Reliefs mit Köpfen von Franziskanerpatres. Die Decke wurde 1977/1978 restauriert.
Das Refektorium hat fünf Joche unter einer Tonne mit Stichkappen mit runden Deckenspiegeln. Die Ausstattung mit einer intarsierten Täfelung an den Wänden mit einer Lesekanzel ist aus dem ersten Viertel des 18. Jahrhunderts.
Der Südgang im Obergeschoß hat ein schmiedeeisernes Gitter vor dem Oratorium. Ein Ölbild Madonna mit Heiligen ist aus dem vierten Viertel des 17. Jahrhunderts. Eine Marienstatue aus Silber mit Wiener Beschau 1695 zeigt das Meisterzeichen LI.
Im Hof des Klosters befindet sich ein Brunnen mit einer Steinfigur des hl. Johannes Nepomuk.